# Loricera faveata
Loricera faveata är en skalbaggsart som beskrevs av Leconte 1863. Loricera faveata ingår i släktet Loricera och familjen jordlöpare. Inga underarter finns listade i Catalogue of Life.